# Karabin maszynowy Pieczenieg
PKP Pieczenieg (ros. Печенег) – współczesny rosyjski uniwersalny karabin maszynowy opracowany w zakładach CNIIToczMasz, stanowiący rozwinięcie konstrukcji karabinu PKM.
Karabin zaprojektowano w oparciu o doświadczenia z walk w Afganistanie dla jednostek taktycznych takich jak Specnaz, do działań w terenie z dużą ilością przeszkód w prowadzeniu ognia (tereny leśne czy zurbanizowane). PKP jest standardowym karabinem PKM, w którym nie przewiduje się wymiany lufy (broń dzięki lepszemu chłodzeniu pozwala na oddanie 600 strz./min bez obawy jej uszkodzenia), zaopatrzonym w stały dwójnóg montowany bliżej wylotu lufy i bardziej efektywny tłumik płomienia. Broń przystosowana jest do amunicji 7,62 × 54 mm R.
Nazwa karabinu oznacza w języku rosyjskim Pieczynga.

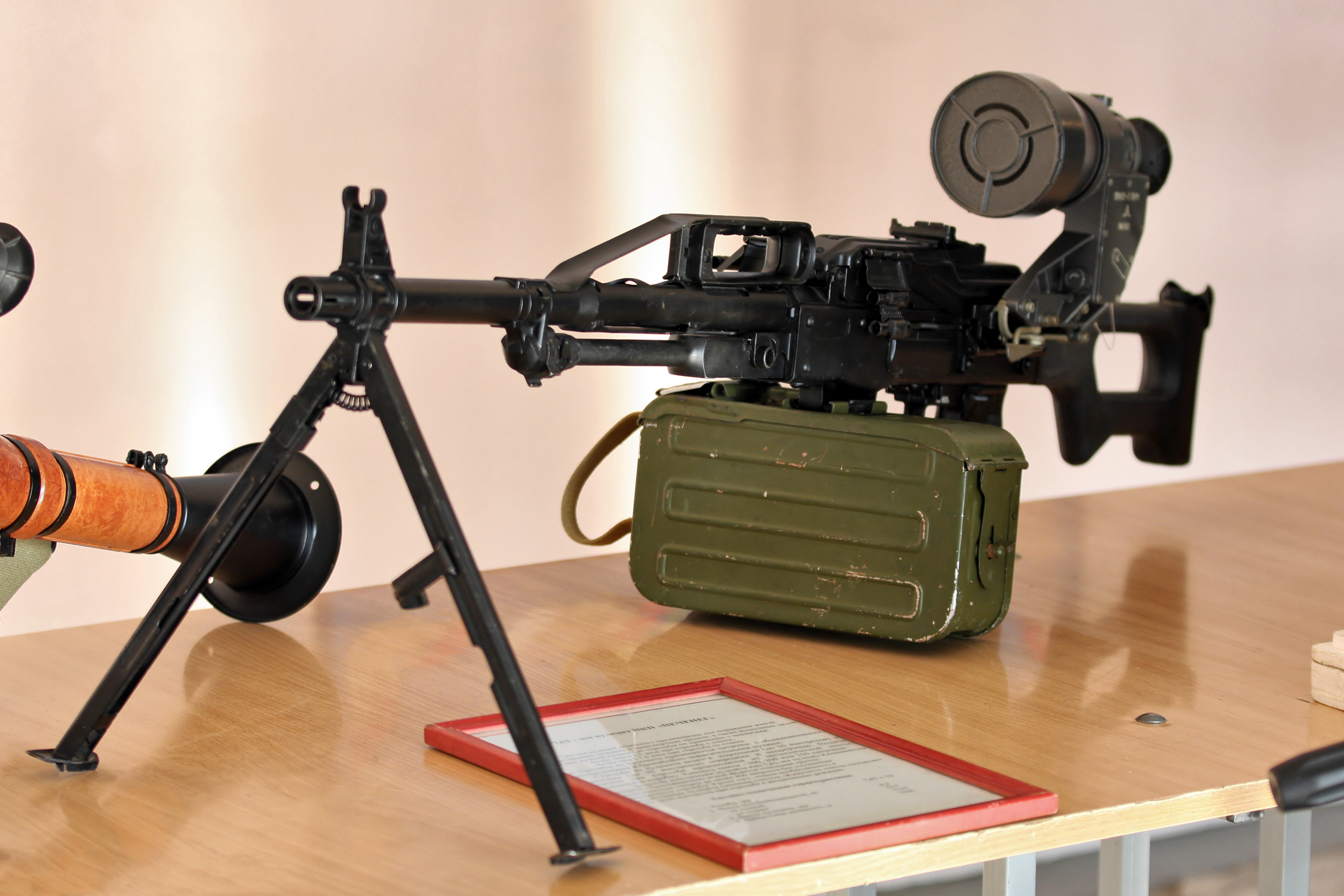
z celownikiem noktowizyjnym
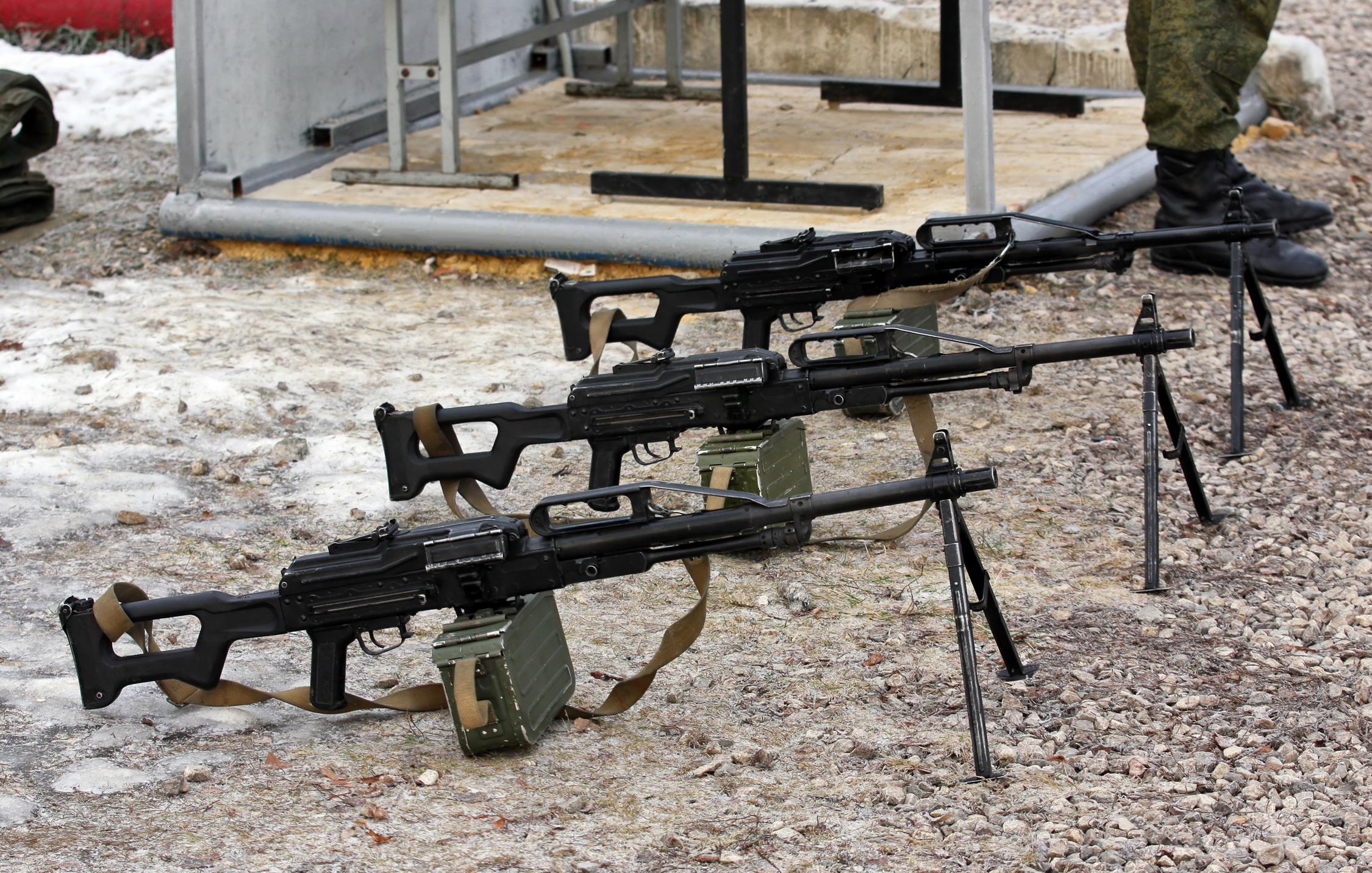
prawa strona
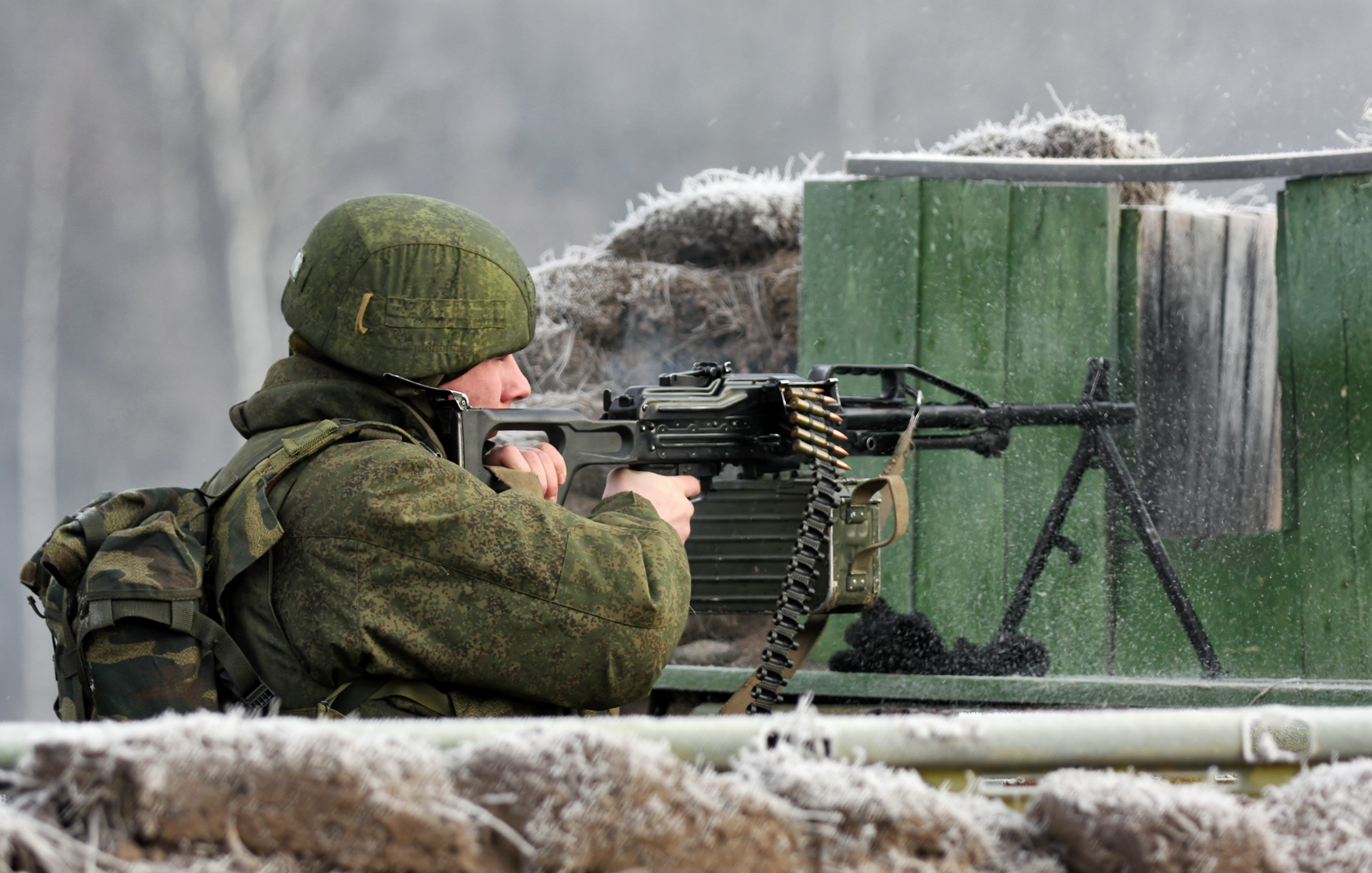
w użyciu